# لوني سميث (ملاكم)
لوني سميث (بالإنجليزية: Lonnie Smith)‏ مواليد 5 نوفمبر 1962 في دنفر، هو ملاكم أمريكي يصنف ضمن فئة وزن الوسط بدأ مسيرته الاحترافية سنة 1980.

## إحصائيات
خاض خلال مسيرته 53 نزالا، فاز في 45 وتعادل في 2 وخسر في 6. فاز بالضربة القاضية في 27 نزالا.

## روابط خارجية
- لوني سميث على موقع بوكس ريك (الإنجليزية) (registration required)